# Р'юсей-Мару
Р'юсей-Мару (Ryusei Maru) — транспортне судно, яке під час Другої світової війни брало участь у операціях японських збройних сил на Тихому океані.
Судно спорудили як SS Bra-Kar в 1911 році на британській верфі Tyne Iron Shipbuilding у Віллінгтоні для компанії Olsen Fred - Ganger Rolf A/S. В 1916-му власником стала Østervold A/S D/S, при цьому судно перейменували на SS Havo, а в 1935-му воно перейшло до Far Eastern Steamship Co., Ltd. A/ S та стало SS Mabuhay II. Нарешті, в 1938-му судно придбала японська Matumoto Masaiti, що дала йому назву «Р'юсей-Мару».
На початковому етапі участі Японії в Другій світовій війні судно використовувала Імперська армія Японії, проте в серпні 1942-го його повернули власникам. В листопаді 1943-го «Р'юсей-Мару» повторно реквізували для потреб Імперської армії.
Є відомості, що 22 — 29 листопада 1943-го судно з найменуванням «Р'юсей-Мару» пройшло в конвої H-6 з Маніли до острова Хальмахера (північна частина Молуккського архіпелагу).
6 січня 1944-го «Р'юсей-Мару» вийшло з острова Хальмахера в конвої, що прямував до Маніли.
Станом на середину лютого 1944-го судно перебувало в Сурабаї (головна база на сході острова Ява), де прийняло на борт понад 6,6 тисяч пасажирів – 1244 військовослужбовця, 2865 індійських військовополонених та 2559 яванських працівників. 24 лютого «Р'юсей-Мару» вийшло в конвої на Амбон (південна частина Молуккського архіпелагу), при цьому американці знали про конвой та вислали для перехоплення два підводні човни. Незадовго до завершення 25 лютого в морі Балі дещо північніше від острова Балі субмарина USS Rasher перехопила конвой та потопила обидва його транспорти. По «Р'юсей-Мару» випустили чотири торпеди, три з яких потрапили у ціль, після чого судно розломилось та затонуло, при цьому разом з «Р'юсей-Мару» загинуло 4998 осіб. Враховуючи, що разом з другим транспортом «Танго-Мару» також загинуло біля 3 тисяч осіб, цей бій став одним з найбільших за втратами в історії підводної війни.